# Luciano Zanardello
Luciano Zanardello (Nove, 20 agosto 1946) è un ex calciatore italiano, di ruolo centrocampista.

## Carriera
Dopo tre campionati di Serie C con il Treviso, passa al Foggia, squadra con cui debutta in Serie B, disputando 11 gare.
Nel 1968 Zanardello si trasferisce al Livorno, con la cui maglia disputa altri tre campionati di seconda serie, per un totale di 50 presenze.
Dopo un anno al Prato in Serie C, torna al Livorno, nel frattempo retrocesso anch'esso nella terza categoria nazionale.
Gioca le ultime stagioni della carriera in terza serie con le maglie di Modena e Sangiovannese.